# لودفيغ غورانسون
لودفيغ إميل توماس غورانسون ( /ˈɡɔːrənsən/ . Swedish: ‎[ˈlɵ̌dːvɪɡ ˈjœ̂ːranˌsɔn]‏ ؛مواليد 1 سبتمبر 1984) هو ملحن ومنتج تسجيلات وقائد أوركسترا سويدي، ابتكر الموسيقى التصويرية لعدة أفلام مثل، كريد، كريد 2 من سلسلة أفلام روكي، أوبنهايمر، تينيت، وفينوم. حصل على جائزة جرامي لأفضل موسيقى تصويرية للوسائط المرئية، وجائزة الأوسكار لأفضل موسيقى أصلية، وأيضًا تم ترشيحه لجائزة جولدن جلوب لأفضل موسيقى أصلية.

## النشأة
ولد غورانسون ونشأ في لينشوبينغ، السويد. والدته ماريا بولندية من وارسو ووالده سويدي. لديه أخت كبيرة تدعى جيسيكا.   سمي على اسم لودفيج فان بيتهوفن. بدأ دروس الموسيقى في سن مبكرة وتخرج من الكلية الملكية في ستوكهولم للموسيقى. في عام 2007، انتقل إلى لوس أنجلوس للدراسة في برنامج تسجيل الصور المتحركة والتلفزيون بجامعة جنوب كاليفورنيا. كان في USC أن التقى لودفيغ مع رايان كوغلر الذي قام معه بتأليف موسيقي الفيلم القصير Fig في عام 2011. عمل لودفيغ و كوغلر معا على إنتاج الموسيقي التصويرية لأفلام محطة فروتفيل ، كريد و النمر الأسود. بعد فترة وجيزة من تخرجه من جامعة جنوب كاليفورنيا، بدأ العمل في مساعدة ثيودور شابيرو.

## حياته الشخصية
غورانسون متزوج من عازفة الكمان الأمريكية سيرينا ماكيني.  تزوجا في عام 2018 ، وولد ابنهما أبولو في عام 2019. 

## وصلات خارجية
- لودفيغ غورانسون على موقع IMDb (الإنجليزية)
- لودفيغ غورانسون على موقع روتن توميتوز (الإنجليزية)
- لودفيغ غورانسون على موقع قاعدة بيانات الأفلام العربية
- لودفيغ غورانسون على موقع ألو سيني (الفرنسية)
- لودفيغ غورانسون على موقع ميوزك برينز (الإنجليزية)
- لودفيغ غورانسون على موقع أول موفي (الإنجليزية)
- لودفيغ غورانسون على موقع بوكس أوفيس موجو (الإنجليزية)
- لودفيغ غورانسون على موقع قاعدة بيانات الأفلام السويدية (السويدية)
- لودفيغ غورانسون على موقع أول ميوزيك (الإنجليزية)
- لودفيغ غورانسون على موقع ديسكوغز (الإنجليزية)